# Magnetna traka
Magnetna traka je medijum za magnetno snimanje, napravljen od tankog, magnetizirajućeg sloja na dugoj, uskoj traci od plastičnog filma. Razvijena je u Nemačkoj 1928. godine, na bazi magnetnog žičanog snimanja. Uređaji koji snimaju i reprodukuju audio i video zapise pomoću magnetne trake su kasetofoni i magnetoskopi, respektivno. Uređaj koji čuva kompjuterske podatke na magnetnoj traci poznat je kao strimer.
Magnetna traka je revolucionirala snimanje i reprodukciju zvuka i radiodifuziju. Ona je omogućila da se radio, koji je oduvek emitovan uživo, snima za kasnije ili ponovljeno emitovanje. To je omogućilo da se gramofonske ploče snimaju u više delova, koji su zatim mešani i uređivani sa podnošljivim gubitkom kvaliteta. To je bila ključna tehnologija u ranom kompjuterskom razvoju, omogućavajući neuporedivo velike količine podataka da se mehanički kreiraju, skladište na duži period i da im se brzo pristupa.
Poslednjih decenija razvijene su druge tehnologije koje mogu da obavljaju funkcije magnetne trake. U mnogim slučajevima, ove tehnologije su zamenile traku. Uprkos tome, inovacije u tehnologiji se nastavljaju, a Soni i IBM nastavljaju da proizvode nove drajvove za magnetne trake. Vremenom, magnetna traka napravljena 1970-ih i 1980-ih može patiti od tipa pogoršanja zvanog lepljivi sindrom. To je uzrokovano hidrolizom veziva u traci i može da učini traku neupotrebljivom.

## Konstrukcija
Oksidna strana trake je površina koji se može magnetni manipulirati glavom trake. Ovo je strana na kojoj se čuvaju informacije, suprotna strana je jednostavno podloga koja daje čvrstoću i fleksibilnosti trake. Ime potiče od činjenice da je magnetna strana većine traka tipično napravljena od oksida gvožđa, iako je za neke trake korišten hrom. Adhezivno vezivo između oksida i supstrata drži dve strane zajedno.
U svim formatima traka, strimer koristi motore za namotavanje trake sa jednog valjka na drugi, propuštajući je preko glave radi očitavanja, pisanja ili brisanja dok se pomera.

## Audio snimanje
Fric Pflojmer je izumeo magnetnu traku za snimanje zvuka 1928. godine u Nemačkoj, na osnovu pronalaska magnetnog žičanog zapisa Oberlina Smita iz 1888. godine i Valdemara Poulsena iz 1898. godine. Pflojmerov izum je koristio oblaganje gvožđe oksidnim (Fe
2O
3) prahom na dugačkoj papirnoj traci. Ovaj izum je dalje razvila nemačka elektronska kompanija AEG, koja je proizvela mašine za snimanje i BASF, koji je proizveo traku. Godine 1933, radeći za AEG, Edvard Šuler je razvio prstenastu glavu trake. Prethodni dizajni glave bili su u obliku igle i imali su tendenciju da razbiju traku. Još jedno važno otkriće napravljeno u ovom periodu bila je tehnika AC pomeranja, koja je poboljšala vernost snimljenog audio signala povećanjem efektivne linearnosti medija za snimanje.
Zbog eskalirajućih političkih tenzija i izbijanja Drugog svetskog rata, ovi razvoji u Nemačkoj su uglavnom držani u tajnosti. Iako su saveznici znali iz praćenja nacističkih radio emisija da Nemci imaju neki novi oblik tehnologije snimanja, njegova priroda nije otkrivena sve dok saveznici nisu pribavili nemačku opremu za snimanje tokom invazije Evrope na kraju rata. Tek su nakon rata Amerikanci, posebno Džak Malin, Džon Herbert Or i Ričard H. Rejnger, uspeli da preuzmu ovu tehnologiju iz Nemačke i da je razviju u komercijalno održive formate.

## Skladištenje podataka
Magnetna traka je prvi put korištena za snimanje kompjuterskih podataka 1951. godine na Ekert-Maučlijevom UNIVAC I. Sistemski UNISERVO I pogon trake je koristio tanku traku od pola inča (12,65 mm) širokog metala, koji se sastojao od niklovane bronze (zvane vikaloj). Gustina snimanja bila je 100 znakova po inču (39,37 znakova/cm) na osam traka.
Rani IBM 7 drajvovi traka su stajali na podu i koristili su vakuumske kolone za mehaničko ublaživanje dugih U-petlji traka. Dva kotura trake vidljivo su hranili traku kroz kolone, povremeno okrećući koture u brzim, nesinhronizovanim naletima, što je rezultiralo vidljivom upadljivim dejstvom. Snimci pogona sa takvim uređajima u pokretu su široko korišćeni za predstavljanje „računara” u filmovima i na televiziji.
Većina modernih sistema magnetnih traka koristi rolne koje su mnogo manje od otvorenih bubnjeva od 10,5 inča i fiksirane su unutar kasete da bi se zaštitila traka i olakšalo rukovanje. Mnogi kućni kompjuteri iz kasnih 1970-ih i ranih 1980-ih koristili su kompaktne kasete, kodirane sa Kanzas Siti standardom, ili nekoliko drugih „standarda” kao što je Tarbelov kasetni interfejs. Moderni formati kaseta uključuju LTO, DLT i DAT/DDC.
Traka ostaje održiva alternativa disku u nekim situacijama zbog nižih troškova po bitu. Ovo je velika prednost kada se radi o velikim količinama podataka. Iako je površinska gustina trake manja nego kod disk jedinica, raspoloživa površina na traci je daleko veća. Mediji sa najvećim kapacitetom trake su generalno u istom redu veličine kao i najveći dostupni disk drajvovi (oko 5 TB u 2011). Traka je istorijski nudila dovoljno prednosti u pogledu troškovima u odnosu na diskovne memorije da bi postala održiv proizvod, posebno pri pravljenju rezervnih kopija, gde je neophodno da se medijum može odvojiti i zasebno uskladištiti. Traka ima prednost u smislu relativno dugog vremena trajanja tokom kojeg se za medijim može garantovati da zadržava sačuvane podatke. Proizvođači modernih traka za podatke, kao što je LTO, navode petnaest (15) do trideset (30) godina arhivske pohrane podataka.
Godine 2002, preduzeće Imejšon je dobilo stipendiju od US $ 11,9 miliona od Nacionalnog instituta za standarde i tehnologiju SAD za istraživanje povećanja kapaciteta podataka na magnetnoj traci. U 2014. godini, Soni i IBM su objavili da su mogli da snime 148 gigabita po kvadratnom inču pomoću medija za magnetne trake koji su razvijeni koristeći novu tehnologiju formiranja vakuumskog tankog filma koja je u stanju da formira ekstremno fine kristalne čestice, dopuštajući istinski kapacitet trake od 185 TB.

## Literatura
- „Magnetic Tape Recording”. Hyperphysics.phy-astr.gsu.edu. Приступљено 2014-01-28.
- E. du Trémolete de Lacheisserie, D. Gignoux, and M. Schlenker (editors), Magnetism: Fundamentals, Springer, 2005
- „MRAM Technology Attributes”. Архивирано из оригинала 10. 6. 2009. г.
- The Emergence of Practical MRAM „Archived copy” (PDF). Архивирано из оригинала (PDF) 2011-04-27. г. Приступљено 2009-07-20.
- „Tower invests in Crocus, tips MRAM foundry deal”. EE Times. Архивирано из оригинала 2012-01-19. г. Приступљено 2014-01-28.
- Kanellos, Michael (24. 8. 2006). „A divide over the future of hard drives”. CNETNews.com. Приступљено 24. 6. 2010.
- „IBM OEM MR Head | Technology | The era of giant magnetoresistive heads”. Hitachigst.com. 27. 8. 2001. Архивирано из оригинала 2015-01-05. г. Приступљено 4. 9. 2010.
- „Know Your Digital Storage Media: a guide to the most common types of digital storage media found in archives”. USA: University of Texas at San Antonio.

## Spoljašnje veze
- History of Tape Recording Technology
- The Museum of Obsolete Media
- History of Magnetic Recording (BBC/H2G2)
- Selected History of Magnetic Recording
- Oberlin Smith and the Invention of Magnetic Sound Recording
- History of Magnetic Recording on the UC San Diego web site (CMRR).
- Chronology of Magnetic Recording.
- Science Reporter, ISSN 0036-8512 VOLUME 43 NUMBER 7 JULY 2006 "Magnetic Recording a Revolutionary Technology"